# Acido 8'-idrossiabscissico
L'acido 8'-idrossiabscissico è il primo prodotto della degradazione ossidativa dell'acido abscissico, reazione catalizzata dall'enzima acido (+)-abscissico 8'-idrossilasi.